# 郑廷璧
郑廷璧（？—？），湖北大冶人，是一名清朝政治人物。
郑廷璧曾于1711年接替许士贞任上海县知县一职，1712年由刘洴接任。